# Özlem Ünsal

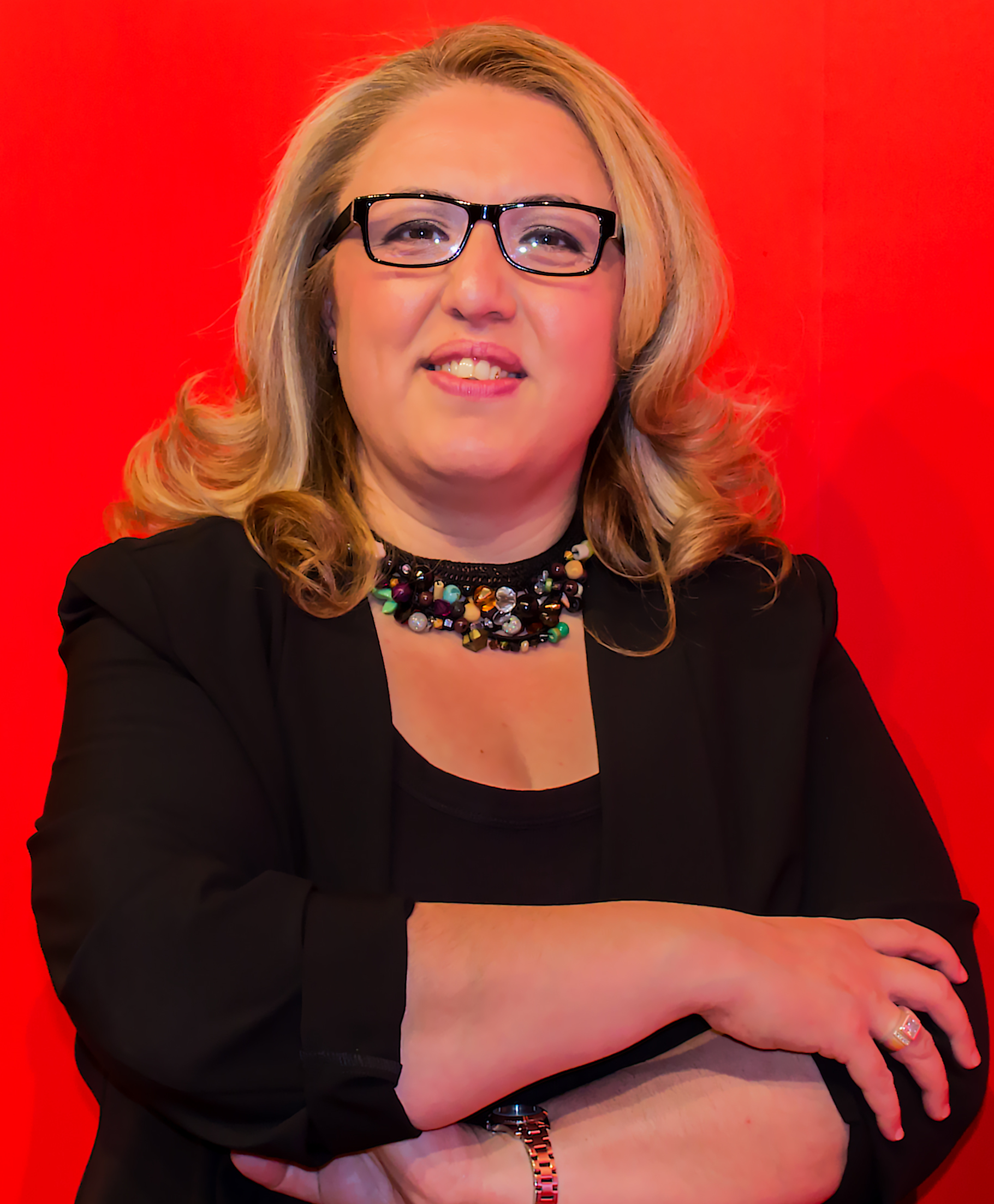
Özlem Ünsal (2017)

Özlem Ünsal (* 16. Mai 1974 in Kırıkkale, Türkei) ist eine deutsche Politikerin (SPD). Sie ist seit 2023 Senatorin für Bau, Mobilität und Stadtentwicklung der Freien Hansestadt Bremen. Zuvor war sie von 2017 bis 2022 Mitglied des Schleswig-Holsteinischen Landtags.

## Werdegang
Özlem Ünsal wuchs in Lübeck auf und hat die deutsche Staatsbürgerschaft.
Ab 1994 arbeitete sie zehn Jahre lang ehrenamtlich als Bildungspatin für Analphabeten sowie Kinder und Jugendliche aus benachteiligten Familien. 1997 zog sie für ein Studium der Politikwissenschaft, Soziologie und Psychologie an der Christian-Albrechts-Universität nach Kiel. Dort übernahm sie von 1999 bis 2003 den Vorsitz der türkischen Studierendenvereinigung. Im Jahr darauf gehörte sie zu den Gründerinnen und Gründern der Politologenvereinigung „Amani International“.
Nach ihrem Abschluss mit dem Magister Artium (M.A.) war sie von 2004 bis 2013 bei der Arbeiterwohlfahrt, Kreisverband Kiel, angestellt und dort in der Migrationsberatung tätig. Von 2005 bis 2013 leitete Özlem Ünsal das Forum für Migrantinnen und Migranten der Landeshauptstadt Kiel, gehörte von 2011 bis 2014 dem Beirat des Instituts für Interdisziplinäre Genderforschung und Diversity an der Fachhochschule Kiel an und war Sachverständige für den Jugendschutz des Landes Schleswig-Holstein.
2013 wechselte sie als Grundsatzreferentin und stellvertretende Referatsleiterin für den Bereich Zuwanderung in das Schleswig-Holsteinische Ministerium für Inneres und Bundesangelegenheiten.

## Politische Ehren- und Hauptämter
Ab 2011 gehörte sie dem Sprecherinnenrat des Frauenbündnisses Kiel an, seit 2012 dem Vorstand der Arbeitsgemeinschaft sozialdemokratischer Frauen in  Kiel. Am 1. Oktober 2012 wurde sie in den Landesvorstand der neu gegründeten Arbeitsgemeinschaft Migration und Vielfalt der SPD Schleswig-Holstein gewählt, für die sie auch Delegierte im SPD-Landesparteirat ist.
Bei den Kommunalwahlen in Schleswig-Holstein 2013 wurde sie für den Wahlkreis 13 (Südliche Innenstadt) in die Kieler Ratsversammlung gewählt, sie betreute seit kurz nach der Wahl auch den Wahlkreis 12 (Hassee-Uhlenkrog/Schützenpark). Ünsal war wirtschaftspolitische Sprecherin und stellvertretende Fraktionsvorsitzende der SPD-Fraktion und vertrat die Stadt in den Aufsichtsräten der Seehafen Kiel GmbH & Co KG und Kieler Wirtschaftsförderungs- und Strukturentwicklungs-GmbH (KiWi). Nach der Wahl in den Landtag legte sie das Ratsmandat nieder. Im Ortsverein Kiel-Süd gehört sie seit 2016 dem Vorstand an, zwischenzeitlich war sie auch stellvertretende Vorsitzende des SPD-Kreisverbandes Kiel.
Zur Landtagswahl 2017 wurde Ünsal als SPD-Kandidatin im Landtagswahlkreis Kiel-West als Nachfolgerin von Jürgen Weber nominiert. Mit 36,6 % der Erststimmen zog sie direkt in den Landtag ein. Auch zur Landtagswahl 2022 wurde sie von ihrer Partei aufgestellt, unterlag aber mit 20,3 % der Erststimmen deutlich der grünen Kandidatin Anna Langsch (Stimmenanteil 31,8 %) und verpasste – da Listenplatz 20 nicht zog – den Wiedereinzug in den Landtag.
Am 5. Juli 2023 wurde Ünsal von der Bremer Bürgerschaft zur Senatorin für Bau, Mobilität und Stadtentwicklung des Landes Bremen gewählt.

## Privates
Özlem Ünsal ist geschieden.